# Ray Nyst
Pour les articles homonymes, voir Nyst.
Raymond Nyst, mieux connu sous son nom de plume Ray Nyst, ou Raymond de Sombrevalle dans sa jeunesse, ou encore Cosmos, né le 24 septembre 1864 à Bruxelles et mort le 21 janvier 1948 à Uccle, est un écrivain-journaliste, chroniqueur d'art et peintre d'histoire naturelle, belge.
Ray Nyst a entièrement consacré sa carrière aux lettres et à la vulgarisation d'histoire naturelle en particulier et des sciences en général ; il a accompli pendant nombre d'années de longs voyages d'exploration et de chasse en Amérique, Asie et Afrique.
Ray Nyst a collaboré en tant que journaliste, fondateur, directeur, chroniqueur, écrivain ou critique d'art à plusieurs journaux et à de nombreuses revues littéraires et artistiques. Il est l'auteur de nombreux articles, chroniques, critiques, reportages, nouvelles, essais, études et poèmes en prose parus dans ces journaux et revues.
Ray Nyst a écrit une dizaine d'œuvres dont quatre romans préhistoriques, ainsi que plusieurs livres pour enfants.
Il s'inscrit dans les mouvances symboliste, idéaliste, occultiste, ésotérique, théosophique, anarchiste et rosicrucienne de son époque.

## Biographie

### Famille
Raymond Nyst est né à Bruxelles le 24 septembre 1864. Il est le fils d'Arthur Nyst (1837-1904), chimiste, assureur de la Garantie puis directeur des laboratoires de l'Hôtel des Monnaies, et de Marguerite Demadre (1843-1903), de la famille de Madre des Oursins issue de la noblesse lilloise,,,, qui s'étaient mariés à Bruxelles en 1863.
Son grand-père paternel, le paléontologue et conchyliologiste d'origine néerlandaise Pierre-Henri Nyst (nl) (Arnhem 1813 - Molenbeek-Saint-Jean 1880), qui avait épousé à Bruxelles en 1836 Alceste Demadré (Paroisse Sainte-Mary-le-Bone, Middlesex 1810 - Schaerbeek 1866), lui donna le goût des sciences et de l'histoire naturelle,,,,.
Son frère, Hippolyte Nyst (1873-1953), est sculpteur et médailleur,.
Il est un cousin de l'artiste peintre Georges(-Marie) Baltus,, avec qui il partage plusieurs activités culturelles.

### Jeunesse, études, premiers articles et livres, mariage
Dès son enfance, Ray Nyst se passionne pour la nature, la faune et la flore, qu'il observe et admire dans les jardins, parcs et étangs de son quartier, mais aussi d'Auderghem et de la forêt de Soignes, ainsi que dans les musées. Herbiers, collections entomologiques, construction de cages à insectes, semis de plantes exotiques font partie de ses distractions favorites.
Sa scolarité à l'école moyenne, puis à l'Athénée de Bruxelles, et ensuite à l'Institut Rachez, ne lui donne, dit-il, que les 26 lettres de l'alphabet et les 10 chiffres. Mais cela lui ouvre les portes de la curiosité et lui fait découvrir lui-même tout ce qu'il peut.
Son bref passage à l'ULB n'est pas plus fructueux et lui confirme qu'il apprend bien plus de choses, plus intéressantes, et en moins de temps, dans les bibliothèques de la maison.
Vers 18 ans, il commence à écrire des articles pour des journaux et des revues : La Casserole, entre autres (à l'insu de son père, sous le pseudonyme de Raymond de Sombrevalle), L'Indépendance belge, et les revues françaises Le Mercure de France, La Plume et L'Ermitage.
Il s'intéresse aussi aux concerts, à la littérature, au théâtre et à la lecture à voix haute des classiques, ce qui lui donne l'idée de suivre quelques cours du soir de diction. Sur les conseils de son professeur Alphonse Vermandele, il entre au Conservatoire royal de Bruxelles en 1884. Il y suit les cours de déclamation chez Eugène Monrose et de maintien chez son professeur de diction A. Vermandele,.
Au Conservatoire il rencontre Sarah Bernhardt ; lui vouant une grande admiration, il écrit un petit roman intitulé La Fanchon, qui raconte l'histoire d'un jeune peintre amoureux de la célèbre comédienne, et qui ne paraît qu'en 1890, dans la Revue de Belgique (nl),.
C'est aussi au Conservatoire qu'il rencontre Élise Soyer, entrée en 1882, qui suit les cours de déclamation chez Jeanne Tordeus, et de maintien chez A. Vermandele. Ray Nyst et Élise Soyer quittent le Conservatoire en 1887 et se marient à Saint-Gilles le 3 août de la même année,,. Élise Soyer (1862-1953), qui devient plus tard écrivaine et journaliste féministe, est la fille du général-major César Soyer (1833-1907) et de Clémence Le Louchier (1839-1924), tous deux originaires de Tournai.
L'année 1887 est celle de la création du journal Le Soir et Ray Nyst y collabore dès ses débuts en contribuant à la Chronique bruxelloise hebdomadaire,.
L'année suivante naît sa fille Marguerite (1888-1958), qui épouse en 1907 le poète et romancier belge Franz Hellens, puis le médecin et écrivain belge Max Deauville.
Mais dès les premières années de son mariage, Ray Nyst reconnaît délaisser Élise, lui s'amusant de son côté et elle s'ennuyant chez eux. Les obligations du mariage lui pèsent, alors qu'il n'est avide que de liberté et d'indépendance. C'est ainsi qu'il écrit deux romans qui font écho au sentiment de privation de liberté et d'indépendance que représente son mariage. L'Histoire bohémienne (1889) narre une romance difficile entre deux jeunes Bohémiens ; le père du protagoniste lui décrit le mariage comme une prison, l'éloignant de tout ce qu'il aime, les bêtes, les forêts, les récoltes, la chasse. La Création du diable (1891), est un œuvre sataniste écrite dans un style torturé, et dont l'intrigue prend place au sein d'un monde amoral, babylonien et luxuriant, également nourri par l'horreur que lui inspire son mariage. Ray Nyst pensait au départ intituler l'œuvre Dans la lumière du tentateur, mais son éditeur Henry Kistemaeckers souhaitait un titre plus parlant.

### Les salons artistiques et littéraires

#### La Rose+Croix,Pour l'artetLe Mouvement littéraire
En 1891, Ray Nyst envoie un exemplaire de La Création du diable à Joséphin Peladan, grand Sâr de la Rose+Croix. J. Peladan venait de se séparer de l'Ordre Kabbalistique de la Rose+Croix, dont il était cofondateur en 1888, pour créer l'ordre de la Rose-Croix catholique et esthétique du Temple et du Graal. Celui-ci trouvant en Ray Nyst un admirateur absolu, décidé à partager ses valeurs artistiques, symbolistes et occultistes en Belgique, le nomme Consul de la Rose+Croix en Belgique. Le côté chrétien de la Rose+Croix ne pose pas de problème à Ray Nyst, bien que lui-même se considère comme non-croyant et non-pratiquant, car, dit-il, « l'œuvre de la R+C est noble à soutenir ».
Début 1892, Ray Nyst fonde avec Fernand Roussel et Léon Donnay Le Mouvement littéraire. Dès sa première parution le 8 février 1892, la revue affiche un programme de soutien aux manifestations symbolistes et occultistes. Placée sous le signe de l'ouverture intellectuelle, la revue devient le support de diffusion des différentes écoles littéraires contemporaines, et surtout l'organe bruxellois de la Rose+Croix esthétique du Sâr Peladan.
Le 10 mars 1892, le Sâr Peladan ouvre le premier Salon rosicrucien dans la galerie de Paul Durand-Ruel à Paris, où Ray Nyst choisit d'y exposer des œuvres d'artistes belges : son ami Jean Delville, Fernand Khnopff,  Albert Ciamberlani et George Minne.
Dès son retour à Bruxelles en avril 1892, Jean Delville fonde le cercle artistique Pour l'art avec Ray Nyst, qui en sera également le secrétaire pendant deux ans. La particularité de ce cercle, qui s'inscrit dans la continuité du programme rosicrucien, est de mêler l'expression du symbolisme à un programme exclusivement occultiste. Ce programme, novateur en Belgique, tente ainsi de reproduire le modèle du premier Salon parisien de la Rose+Croix qui, en fusionnant symbolisme et occultisme, avait ainsi assuré son succès. La création de ce cercle est annoncée dès février 1892 dans les colonnes du Mouvement littéraire, qui, en le soutenant et en l'accompagnant, se montre favorable à la constitution d'une esthétique nouvelle, inspirée du succès de J. Peladan à Paris. Celui-ci confère au cercle une charte ainsi que le titre de Collégiale belge de la Rose+Croix.
Le premier Salon Pour l'art s'ouvre le 12 novembre 1892 et présente les œuvres de peintres et sculpteurs belges, ainsi que des artistes ayant exposé quelques mois auparavant à Paris chez J. Peladan.
En 1894, Ray Nyst, Jean Delville et d'autres se désolidarisent du cercle Pour l'art.
En février 1894, Le Mouvement littéraire devient Le Mouvement intellectuel, qui en est la continuation. Ray Nyst justifie le changement de titre en affirmant vouloir étendre plus généralement le cadre à toutes les idées avancées, art, philosophie, sociologie et sciences, distinguant dès lors les sciences et les arts. La revue cesse de paraître en août.
En 1893 naît sa deuxième fille, Alice, dite Violette (1893-1920), qui épouse l'architecte belge Georges Verlant en 1912.
En 1895 J. Peladan et Ray Nyst coupent les ponts à la suite de l'écriture d'Un prophète, car ce troisième roman de révolte, qui exprime clairement ses opinions anarchistes et reprend les grands principes de la philosophie nietzschéenne, heurte la foi du grand Sâr. Dans son œuvre Ray Nyst participe à la problématique du déclin du monde en mettant en scène un messie dont le message se révèle être une exhortation au mal pour purifier l'humanité grâce à l'utilisation des passions humaines comme l'hypocrisie et l'orgueil. J. Peladan, qui avait promis à Ray Nyst de préfacer son livre, ne le fait donc pas en raison de son caractère qu'il juge blasphématoire. Reprenant les courriers échangés avec J. Peladan, Ray Nyst écrit lui-même la préface en la nommant « Rétorsion liminaire au sâr Joséphin Peladan »,,.

#### Les salons du mardi
Dès la publication de ses deux romans (L'Histoire bohémienne et La Création du diable), Ray Nyst est invité dans les cénacles littéraires de son temps, notamment les salons d'Edmond Picard, de Maurice Siville, de Camille Lemonnier, ou encore de Charles Van der Stappen.
C'est à la suite de ces soirées que les époux Nyst créent en 1891 Les Mardis, ou plutôt que « les mardis s'étaient créés tout seuls du désir des amis », dit Ray Nyst dans ses Mémoires. Ce salon littéraire et pictural, hebdomadaire, qui rapidement prend de l'ampleur et acquiert une réputation quasi internationale, réunit pendant une décennie de nombreux artistes et personnalités belges et étrangers, en particulier symbolistes, occultistes, dont beaucoup de membres de Pour l'art.
Parmi les habitués : Paul Artôt, Georges-Marie Baltus, Omer Coppens, Arthur Craco, Jean Delville, Léon Donnay, Albert Duchastain, Jean-François Eslandeur, Jacques Fauvelle, José Hennebicq, William Jelley, Fernand Khnopff, Henry Le Bœuf, Fritz Lutens, Hippolyte Nyst, Érasme Raway (nl), Victor Remouchamps, Victor Rousseau, le comte Jacques de La Laing, Charles Van der Stappen, Francis Vurgey ; quelques hommes politiques : Louis Frank, le duc d'Ursel.
Quelques rares femmes y participent : Hélène Cornette, Alexandra David-Néel, Jeanne de Tallenay, Léontine Joris (dite Léo Jo), Marie Mali, la Veuve Monnom, la princesse Ratazzi de Rute.
Et occasionnellement : le Sâr Peladan (jusqu'en 1895), le mage Papus, ainsi que le sataniste Jules Bois et l'anarchiste Élisée Reclus ; quelques écrivains : Camille Lemonnier, Henry Maubel, Edmond Picard ; le philosophe Georges Dwelshauvers (en) ; et bien d'autres.
C'est dans le salon de Ray Nyst que se forme un Cercle théosophique, qui constitue très probablement le premier organe théosophique belge. Parmi ses membres : Nicolas Brossel (docteur en droit à Bruxelles), le chevalier Georges Le Clément de Saint-Marcq, Francis Vurgey. Les théosophes y débattent de physique, de chimie, d'évolutionnisme darwinien ou de philosophie.
Malgré la séparation du couple Soyer-Nyst en 1894, les salons du mardi se poursuivent jusqu'au début des années 1900.

### L'enseignement
En 1893, mettant à profit ses études au Conservatoire, Ray Nyst donne trois fois par semaine des cours de littérature et particulièrement de déclamation au pensionnat Héger-Parent à des jeunes filles de la haute bourgeoisie : il commente des textes littéraires et leur apprend à les apprécier et à les lire ou les réciter convenablement.
Il enseigne aussi à l'Institut Robert, école de préparation à l'École Militaire, de 1893 à 1894. Il y donne un cours de rédaction française, dissertation et élocution, et un cours sur les doctrines sociales modernes, à des élèves de 15 à 17 ans.
À la même époque il donne un cours de littérature et d'élocution à un pensionnat de jeunes filles (pour la majeure partie des Anglaises) : il s'agissait seulement, dit-il dans ses Mémoires, « de leur orner l'esprit, de les initier à ce qui fait le charme des conversations, de leur apprendre à plaire par le charme et les jeux ».
Ces leçons plaisent à Ray Nyst, car elles constituent un autre mode de la vocation qu'il manifeste pour le théâtre, et elles lui permettent de semer ses idées, ses principes moraux et sociaux, son amour des sciences. Avec le journalisme, cela lui fait ainsi deux moyens d'action, la parole et la plume.
À de fréquentes et longues périodes de sa vie, Ray Nyst donne des cours particuliers de physique, de chimie, de géographie, de diction, déclamation et lecture.

### Les romans préhistoriques
Après Un prophète en 1895, Ray Nyst ne publie plus de romans symbolistes et occultistes, il se dirige vers les romans préhistoriques, en vogue à son époque et nourris par les découvertes archéologiques et le rayonnement des théories darwiniennes. Il avait déjà en tête depuis 1890 d'en écrire un, car il était hanté par ce que devait être la beauté de la nature avant les massacres de l'homme moderne. Il était attiré par la nature vierge, c'est-à-dire « très expressément débarrassée de tout l'acquis humain ».
Selon le professeur agrégé et docteur ès Lettres Marc Guillaumie, le roman préhistorique (RP) est un récit de fiction en prose suffisamment important et autonome, dont l'action est censée se dérouler dans la Préhistoire, en référence à la science de l'époque où il a été écrit.
Bien qu'il reprenne des concepts darwiniens comme la lutte pour la survie, l'adaptation et la compétition sexuelle, le roman préhistorique n'est pas darwinien, car il met en scène un monde qui évolue vers une finalité, essentielle au récit, et qui est une conception que l'on retrouve en revanche chez Lamarck. En vérité les auteurs de roman préhistorique ont bien souvent été influencés par l'application sociale des théories de Darwin, à savoir le darwinisme social (ou spencérisme), dont Herbert Spencer est le principal représentant. Évolutionniste au sens spencérien du terme, et donc profondément lamarckien, le roman préhistorique met en scène des races fictives ou prétendues, qui sont ses véritables personnages. La race peut désigner, selon les auteurs, une espèce disparue par opposition au Sapiens, la famille d'un personnage, une communauté, un clan, une tribu, ou encore, dans le cas de Ray Nyst, l'humanité tout entière. D'ailleurs Ray Nyst, tournant le dos à toute forme de racisme, ne reconnaît qu'une seule race, celle du Sapiens.
Bien que la science soit omniprésente dans ce type de récit, le roman préhistorique est avant tout un roman : il n'a pas pour vocation d'expliquer un phénomène scientifique, mais de raconter une histoire, de fabuler ; il construit un récit mythique sur l'origine de l'homme en se basant sur des connaissances et des idéologies propres à une époque, et non sur des faits exclusivement scientifiques. La dimension spéculative est bien présente en raison de l'incertitude sur les coutumes et les modes de vie des hommes préhistoriques. La vulgarisation scientifique n'en est pas moins souvent présente dans les romans préhistoriques : elle s'exprime dans des préfaces, des introductions documentaires, des citations, des notes savantes de bas de page ou des illustrations. L'auteur rend ainsi compte du sérieux de ses recherches. Vulgarisation et fiction s'interpénètrent.
Pour écrire ses romans, Ray Nyst étudie la géologie, la paléontologie, l'anthropologie. Il contemple et étudie la forêt quaternaire dans les serres tropicales, la forêt de Soignes ; l'action des ruisseaux et sources de la Woluwe sur la plasticité de la terre ; les fleuves et leurs inondations aux bords de la Lesse et de la Sambre ; les grottes dans la province de Namur à Furfooz ; les fauves dans les ménageries et zoos ainsi que dans les ouvrages d'histoire naturelle et les récits des grands chasseurs. Il aime partir dans la forêt vivre les choses à la manière de son héros préhistorique : il se vêt de peaux de bêtes ; à l'aide de pierres trouvées sur place, il taille des silex pour couper des branches ; il se nourrit de baies et de petits animaux pris au piège, cuits sur des branches qu'il allume en les frottant l'une contre l'autre…
Le cadre, le décor de ses romans préhistoriques, c'est la forêt carnivore (celle des fauves) et nuptiale (le héros y conquiert une femme) ; le grand fleuve, meurtrier et nourricier ; la plaine ; la caverne (refuge, abri, lieu de sécurité et de détente qu'il faut conquérir) ; et parfois l'îlot assiégé. Ray Nyst y met en œuvre plusieurs éléments emblématiques, reflétant l'environnement naturel : la massue (arme absolue, exaltation de la puissance de l'homme et aussi symbole de virilité) ; la peau de bête, essentielle à l'image préhistorique ; le feu, qui symbolise la vie créatrice et destructrice, dompte le froid et effraie les bêtes féroces ; la pierre taillée (arme et outil). Les personnages qu'il met en scène sont des hommes primitifs, effrayants et colossaux, massifs, velus, proches de l'animalité mais dont l'évolution ultérieure est suggérée.
Ces romans, de toute évidence, prolongent la réflexion anarchiste et nietzschéenne de Ray Nyst : l'homme y apparaît dénué de toute contrainte sociale, c'est un être libre, qui vit en parfaite harmonie avec son environnement. Ils expriment aussi son primitivisme, c’est-à-dire sa croyance en la supériorité d'un mode de vie simple et proche de la nature, en la supériorité des peuples primitifs sur les sociétés évoluées et industrielles, et donc son attirance pour un tel mode de vie dans une nature originelle et intacte, que l'homme n'a pas encore détruite. Ses romans se déroulent sur toile de fond d’une nature vierge, somptueuse et foisonnante, présentée comme menaçante et hostile même lorsqu'elle fascine, mais préservée des outrages que l'homme allait lui faire subir dans les millénaires à venir ; les primitifs y vivaient à égalité avec les animaux et dans le respect de ceux-ci. Protection de la nature, lien puissant et respectueux avec l’environnement, on sent pointer un sentiment pré-écologique chez Ray Nyst. Mais son primitivisme ne l’empêche pas de continuer à placer sa confiance dans la science ; il souhaite garder en équilibre le meilleur des deux mondes : d'une part la nature sauvage des époques reculées et qui perdure dans les forêts, et de l'autre la science, qui donne son prix à la modernité.
Son premier roman, annoncé en 1897 sous le titre Un primitif dans Le Soir, paraît finalement en 1899 sous le titre Notre Père des bois, choisi avec son éditeur, afin de créer un contraste avec le "Notre Père" chrétien. C'est une tentative de reconstitution de la nature et de l'homme au début du quaternaire et, selon sa propre expression, « l'histoire décorative d’un ancêtre ».
Sur sa lancée, il écrit la suite, La Forêt nuptiale, qui paraît en 1900, dans laquelle l'homme primitif se met en route par la forêt pour chercher, parmi les petits groupes de ses semblables abrités dans les cavernes, la mère, la femme qui transmettra sa race, notre Mère des bois en quelque sorte.
En raison des aléas de la vie, il lui faut ensuite près de 10 ans pour écrire la fin de son grand récit préhistorique, La Caverne, finalement publiée en 1908 et annoncée par une longue introduction documentaire séparée, puis rééditée un an plus tard, réunissant le roman et l'introduction documentaire remaniée. Mais cette publication est précédée d'un incident significatif : un inconnu se présente chez lui pour acheter son manuscrit, visant par là la non-propagande des idées darwiniennes et donc la non-publication du roman. En réponse, Ray Nyst refuse et fait paraître son roman aux quatre coins de l'Europe ! Dans ce troisième roman, il reconstitue, avec un soin jaloux de la vérité, les péripéties de la vie quotidienne d'une famille préhistorique tertiaire s'abritant dans une caverne au bord du fleuve, composée du père, de la mère, et de vingt-sept enfants, pendant une durée de quinze ans dans la nature somptueuse et terrible de l'Europe centrale,.
En 1915, Ray Nyst fait paraître l'annonce d'un quatrième roman de Préhistoire, La Hurleuse qui rend pâle, dont il dit « avoir terminé le manuscrit depuis peu et en entreprendre l'édition ». Conscient de la période difficile pour une telle entreprise, il cite dans cette annonce plusieurs passages de son roman et multiplie ses efforts pour intéresser les lecteurs car il escompte la souscription de « 851 amis des livres à raison de 3 FB ». Dans ce petit roman, la Hurleuse hurle chaque soir pour appeler les mâles par toute la contrée ; dévastatrice et mortelle, c'est la « Courtisane des Premiers Âges ». Ce manuscrit, qu'il dit avoir écrit d'un trait, et dont on a perdu la trace, n'a probablement jamais été édité.
Enfin, en 1944, il réunit ses trois premiers romans préhistoriques dans une nouvelle édition intitulée Notre Père des bois comme le premier, mais sous-titrée différemment, et précédée d'un très long avant-propos scientifique et d'une introduction documentaire,.

### Les voyages, la chasse
Amoureux depuis sa prime jeunesse de nature et de liberté, Ray Nyst aime voyager dans des contrées où règne encore la nature. Depuis la fin des années 1890 jusqu'au début de la guerre, il mène passionnément la vie de chasseur naturaliste aux quatre coins du globe. Il chasse surtout l'ours et les fauves, en Europe Centrale dans les vastes forêts des Carpates (vers 1897) ; en Amérique du Nord dans les Montagnes Rocheuses du Wyoming ; dans les Antilles ; en Amérique du Sud : au Brésil sur les bords et dans les forêts du Rio Negro, et au Pérou (en 1912) ; en Asie : en Birmanie (à Rangoon et au Mont Popa) et en Inde ; en Afrique : dans le Nord, dans le Sahara, en Centrafrique, en Abyssinie, en Algérie et en Tunisie.
Plusieurs récits conservés aux AML et jamais publiés témoignent de sa passion. Par exemple, dans Animalités, il raconte son séjour dans les Carpates occidentales roumaines : ses chasses à l'ours dans les vastes forêts, ses sentiments pour une jeune et ravissante oursonne, les quelques jours passés avec une panthère « belle pour l'amour », et plus généralement la sensation d'amour entre animaux et êtres humains. Son récit Malheureuse expérience d'amitié avec un ours sauvage se passe en Amérique du Nord, dans les Montagnes Rocheuses du Wyoming : espérant que, par instinct, un ours pourrait distinguer les bons sentiments émanant des attitudes, des gestes et de la voix d'un homme, et résigné à courir les dangers de l'expérience sur le vif, il essaie de trouver parmi eux un compagnon de solitude ; mais c'est un échec.

Ray Nyst contribue largement à la rubrique Chasse de la revue La Chasse moderne, qui paraît d'octobre 1912 à septembre 1914 : il y présente et commente des récits de chasse d'explorateurs, de chasseurs, de personnalités et de lui-même. Il y écrit aussi des articles donnant sa vision de la chasse, pour l'homme en général, et pour lui en particulier :

« Grosso modo, la chasse est l'image de la guerre. […] La chasse est un de ces instincts ataviques, inextinguibles ; elle est née, non pas de l'homme fouaillé par la dure nécessité, mais avec l'homme, comme un plaisir qu'il a toujours porté dans ses sens. […] L'homme aime le sang et de donner la mort. Pour lui, c'est une ivresse de voir qu'il a dominé un corps, qu'il a arrêté soudain un organisme, immobilisé une vie. La guerre et la chasse entretiennent cet atavisme, légal. […] 
Je n'ai jamais vu dans la chasse que le plaisir de la rencontre avec les animaux […] Le coup de fusil qui tue n'est qu'une triste nécessité ; tandis que les minutes précédentes constituent la plus belle partie du spectacle, quand le fauve ne soupçonnant pas ma présence, a livré sa beauté et sa psychologie aussi longtemps que possible à mon observation, dans le tableau toujours harmonieux de la grandiose nature. »

Il publie aussi dans cette revue le reportage qu'il fait sur le Pavillon des Eaux et Forêts à l'Exposition universelle de Gand de 1913.

### Le journalisme, les chroniques
Depuis environ 1882 jusqu'à la guerre, Ray Nyst multiplie progressivement ses contributions aux journaux et aux revues littéraires, artistiques et scientifiques de son époque.
Il devient rédacteur régulier du journal Le Soir, où il écrit de nombreuses chroniques hebdomadaires. En juin 1898, il part au Congo comme envoyé spécial pour y faire le reportage sur l'inauguration du chemin de fer d'Albert Thys reliant le port de Matadi à Léopoldville, ainsi que sur le Bas-Congo et les Stanley Falls au Haut-Congo.
Parmi ses plus importantes collaborations : Le Soir, La Belgique artistique et littéraire, La Chronique, La Chasse moderne, La Belgique… 
C'est dans La Belgique artistique et littéraire que, de février 1911 jusqu'à la fin, il assure l'imposante Chronique des Salons (et des Ateliers) ; sa chronique de juillet 1912 est consacrée à un essai Les Peintres Futuristes italiens à l'occasion de l'exposition des Futuristes de juin 1912 à la Galerie Giroux ; cet essai est réimprimé la même année en plein format (manifeste bilingue français-italien). Dans La Chronique, comme rédacteur scientifique, il écrit un reportage et feuilleton hebdomadaire Nouveautés scientifiques et industrielles, ainsi que des comptes rendus sur l'Exposition internationale de Gand 1913, et un rapport descriptif sur les travaux d'irrigation sous l'Équateur.
Il divorce d'Elise Soyer en 1904. Le jugement de divorce n'est cependant transcrit à l'état civil qu'en 1910. Vers 1909, Ray Nyst entretient une relation avec une Créole, Fidès Monbiot. De cette union naît un fils, Raymond, le 1er mars 1910, mort après six mois. C'est probablement à l'occasion de cette naissance que fut transcrit le jugement de divorce de 1904, et cela le 18 novembre 1910,.
Le 29 juin 1914, Ray Nyst épouse en secondes noces Marguerite Devos (1889-1978), union dont naît son fils Raymond H. (1914-2015), professeur de biologie et lépidoptériste.

### La guerre et le procès du journalLa Belgique
Toujours soucieux de vulgarisation, dans ses activités tant de journaliste que d'écrivain de romans préhistoriques, la guerre n'en détourne pas Ray Nyst, qui veut alors faire de la vulgarisation d'idées de Droit. Habitué à mêler sa plume aux événements et surtout aux idées, sa ligne de conduite se trace toute seule : prendre le parti de la Civilisation et défendre, par ses moyens, les œuvres et les hommes, face à cette odieuse agression ; révéler et faire entrer dans la pratique les règles prévoyantes et sages de l'article 43 de la Convention de La Haye, sanctionnées par la Belgique, dans l'évident intérêt de ses nationaux.
Ray Nyst trouve sa tribune dans le nouveau quotidien La Belgique, qui vient d'être créé le 5 novembre 1914. C'est un journal complet qui informe sur la vie quotidienne, la guerre, qui analyse l'actualité à travers la presse étrangère, qui veut relancer l'activité économique du pays, en bref, qui a pour but d'accompagner la population belge pendant toute la durée de la guerre. Il commence à y écrire, en janvier 1915, la Chronique bruxelloise hebdomadaire, ainsi qu'à partir de mai 1915, sous le pseudonyme de Cosmos (dans le but de ne pas faire figurer le même nom deux fois la semaine), des articles dont l'objet est une actualité, présentée du côté pittoresque et n'abordant aucun des problèmes de sa Chronique signée. Il fait aussi une partie des reportages de la rubrique Petite Gazette où il écrit des articulets traitant de services, conseils et idées pratiques pour la population.
Peu après l'Armistice, des mandats d'amener sont lancés par la Justice belge à charge de rédacteurs et commanditaires de La Belgique et d'autres journaux censurés (Le Bruxellois, La Revue Internationale, L'Écho et De Tijd). S'ensuivent plusieurs arrestations, dont celle de Ray Nyst le 17 novembre 1918, écroué le jour même à la prison de Saint-Gilles,.
Près d'un an plus tard, du 13 au 27 octobre 1919, neuf collaborateurs de La Belgique sont traînés devant les tribunaux de la Cour d'assises du Brabant : les frères Aimé et Auguste Hutt, Josse Moressée, et Martin Ghesquière (cofondateurs), Raymond Nyst, Pierre Grimberghs, André Moressée et Gustave Ledoux (journalistes), et Jean Hanneuse (employé),.
Dans l'acte d'accusation du 19 juillet 1919, on reproche à Ray Nyst d'avoir méchamment servi la politique ou les desseins de l'ennemi, dans ses 200 Chroniques bruxelloises et la Petite Gazette. D'une part par sa campagne travailliste dans le sens du Gouvernement général impérial allemand de Belgique qui avait comme principale préoccupation de restaurer au plus vite la vie économique et sociale dans tous ses domaines, depuis le professeur d'université jusqu'au facteur des postes. Et d'autre part par sa longue campagne en faveur de la paix à tout prix, campagne évidemment défaitiste qui ne pouvait que sauver l'Allemagne d'un désastre complet et lui permettre de réparer ses forces pour de nouvelles agressions.
Dans sa longue plaidoirie du 24 octobre, Ray Nyst se défend, avec comme guide l'article 43 de la Convention de La Haye : « En cas d'occupation de guerre, et dans un esprit de prévoyance, d'ordre et d'humanité, la vie civile poursuit son cours et les administrations fonctionnent ». Il affirme ainsi que tout ce qui a paru dans ses articles fut conforme à sa pensée et ne fut influencé par la censure, soit directement soit via la direction du journal ; jamais un programme quelconque ne lui fut proposé, jamais on ne lui imposa un sujet d'article ; il n'a jamais soutenu la politique de l'ennemi, il n'a mené aucune action politique. Il affirme qu'il fallait travailler et stopper la généralisation du chômage, pour empêcher les industries de péricliter, pour éviter la misère ; et ce travail des Belges devait être strictement entre eux et pour eux, non pour favoriser l'occupant. Il affirme enfin que c'est devant la perspective des torrents de sang, des drames sociaux, de la famine, des maladies, de la mobilisation des enfants de seize ans, bref de la ruine totale du pays, en raison de sa situation stratégique dans la mêlée, qu'il a fait, aux ouvertures de paix, les appels répétés et urgents que l'on lui reproche ensuite sous le nom de défaitisme.
La défense de Ray Nyst est assurée par son ami et avocat Edmond Picard, qui, dans sa plaidoirie, répète et souligne que Ray Nyst est un artiste, un penseur intelligent et courageux, un pacifiste, qui n'a pas agi méchamment.
La Cour d'assises statue le 28 octobre 1919 à 3 h du matin : après onze mois de détention préventive et treize jours de débats, Ray Nyst est condamné, pour défaitisme et activisme, à dix années de détention ordinaire. Aimé et Auguste Hutt sont condamnés à vingt ans de détention extraordinaire, Josse Moressée à quinze ans de détention extraordinaire, Martin Ghesquière à dix ans de travaux forcés, Pierre Grimberghs et Gustave Ledoux à deux ans de détention ordinaire, Jean Hanneuse et André Moressée sont acquittés,.

### L'après-guerre

#### Les suites, les réflexions
La condamnation de Ray Nyst est suivie en octobre du traditionnel pourvoi en cassation, lequel est refusé en février 1920. Mais par un arrêté royal du 11 avril 1921, sa peine de dix ans est réduite à cinq ans. Et comme, de ce fait, il a accompli plus d'un tiers de sa peine, le ministre de la Justice Émile Vandervelde lui accorde la libération conditionnelle : il est libéré le 15 août 1921.

Durant son emprisonnement et après sa libération, Ray Nyst continue à écrire, mais il a beaucoup de mal à se faire publier, car il est devenu un condamné politique. Il parvient cependant à faire publier en 1919 sa plaidoirie dans son livre Procès du journal La Belgique. Et un an plus tard sort son volumineux Malgré tout !, qui raconte « tout ce qu'il a vu durant les 13 jours du débat […], augmenté de l'apport réfléchi du temps », et qui vise d'une part à rétablir la vérité pour la vérité, pour sa famille et pour sa descendance, et d'autre part à « laisser une version fidèle de ce procès d'homme de lettres à tous ceux que peut animer l'amour de la justice et la défense des idées ». Dans sa conclusion, il écrit :

« La morale internationale, universelle et permanente, que j'ai défendue, est reconnue aujourd'hui par l'article 227 du Traité de Versailles ; et le respect des traités, dont la Convention de La Haye, est décrété officiellement par le Pacte de la Société des Nations. […] La morale et ma foi des traités sont des crimes en temps de guerre, et je les ai commis. Mon crime est d'avoir devancé de quatre années la déclaration officielle d'une morale internationale, inscrite maintenant au Traité de Versailles ; mon crime est d'avoir affirmé anticipativement les principes du Droit international que le Pacte de la Société des Nations prescrit aux gouvernements d'observer rigoureusement désormais. »

De 1918 à 1920, il écrit plusieurs histoires pour enfants,, : Les Histoires javanaises de Ridingoliar, Les 7 Renards blancs, Le Bois des oiseaux et La Souris qui chante, publiées bien plus tard et sous l'anonymat. Monsieur Ridingoliar est un Européen vivant sur l'île de Java dans un grand domaine près du Bois des oiseaux, du Bois des singes et de la Montagne des panthères, avec sa femme et son fils, ainsi qu'avec ses éléphants, girafes, ânes blancs, panthères, oiseaux, poissons…
En 1919 il écrit un conte, Ma maîtresse, la rose,, manuscrit.
La guerre et l'après-guerre l'inspireront encore longtemps dans l'écriture de nombreuses notes et réflexions, conservées aux AML dans divers dossiers, ainsi que dans la participation à une conférence-débat sur "la presse sous l'occupation".

#### Lenaturalisteet le peintre d'histoire naturelle
Après sa libération en 1921, Ray Nyst se consacre surtout à l'histoire naturelle. Il dessine et peint d'après nature, avec un très grand talent, les insectes, les oiseaux, et autres animaux, pour des publications belges et étrangères. Il n'en est pas à son coup d'essai puisqu'à l'âge de 18 ans il avait déjà peint, sous forme de planches, les coléoptères de sa collection.
De 1922 à 1927, Ray Nyst séjourne avec son épouse Marguerite et son fils Raymond dans le midi de la France. Il peint des planches exécutées sur la nature vivante de la Provence, du Languedoc et du Roussillon, pour son atlas en couleurs déterminatif de la faune et de la flore de ces régions. En avril 1928 il en fait une exposition "Figuræ Rerum Naturæ" dans plusieurs salles de Bruxelles et pose les bases d'un cours, du même nom, de dessin et de peinture d'histoire naturelle scientifique, destiné à former de futurs spécialistes de carrière,. Plusieurs de ses aquarelles sont conservées aux AML.
En mars 1935, le directeur du Musée royal d'Histoire naturelle de Belgique, Victor Van Straelen, confie à Ray Nyst l'illustration de planches pour les monographies Genera Insectorum, de réputation mondiale et dirigées à l'époque par Hélène Wytsman, alors la maîtresse de ce dernier, et qui a succédé à son père Philogène Wytsman.
En avril 1938, il fonde, dirige et rédige seul le journal Zoo-Monde. En dessous du sous-titre de chaque numéro est écrit « Admire la Nature et partout fais toujours le possible pour la protéger et la conserver ». Il met fin à son journal après seulement 8 numéros vu le peu de succès rencontré.
Atteint d'un cancer, Ray Nyst meurt le 21 janvier 1948 à Uccle, à l'âge de 83 ans.

## Son œuvre
Ce chapitre liste successivement ses romans (présentés par catégorie), les journaux et revues dont il fut collaborateur et/ou contributeur, quelques peintures et dessins, et enfin quelques-uns de ses divers documents manuscrits ; au sein de chaque section l'ordre est chronologique.

### Les romans symbolistes et occultistes
- Histoire bohémienne, 1889[N 7]
- La Création du diable, 1891[N 8]
- Un prophète, 1895[N 14]

### Les romans préhistoriques
- Notre Père des bois, 1899[N 24]
- La Forêt nuptiale, 1900[N 25]
- La Caverne :
  - édition 1908[N 26] annoncée par une longue introduction documentaire séparée[N 27]
  - réédition 1909 incluant l'introduction documentaire remaniée[N 28]
- La Hurleuse qui rend pâle, 1914[N 30], manuscrit probablement non publié[N 31]
- Notre Père des bois, 1944[N 32], trilogie réunissant ses trois premiers romans précédée d'un très long avant-propos scientifique et d'une introduction documentaire

### Le procès
- Procès du journal La Belgique, 1919[58]
- Malgré tout !, 1920[59]

### Les livres pour enfants (Ridingoliar)
- Les Histoires javanaises de Ridingoliar, 1933[N 45]
- Les 7 Renards blancs, 1937 et 1938[N 46]
- Le Bois des oiseaux, 1937 et 1944[N 47]
- La Souris qui chante, 1937[N 48]

### Journaux et revues
Ray Nyst a apporté sa collaboration et ses contributions littéraires et artistiques à de nombreux journaux et revues de l'époque. Il est l'auteur de nombreux articles, chroniques, critiques, reportages, nouvelles, essais, études et poèmes en prose parus dans ces journaux et revues.
- L'Indépendance belge (1882-1896 ?) : articles et chroniques documentaires
- La Casserole[N 3] (1883)
- Les Tablettes littéraires[N 57] (1884) : 2 courtes nouvelles (Une misère et Idylles antiques)
- Le Soir (1887-1914)[17] :
  - comme rédacteur régulier : articles et nombreuses chroniques
  - comme envoyé spécial au Congo en 1898 : reportage sur l'inauguration du chemin de fer d'Albert Thys reliant le port de Matadi à Léopoldville, ainsi que sur le Bas-Congo et les Stanley Falls au Haut-Congo[40]
  - dans La Patrie belge 1830-1905[N 58], ouvrage illustré publié par Le Soir à l'occasion du 75e anniversaire de l'indépendance nationale : articles
  - dans le VIIe volume de l'Encyclopédie illustrée du Soir[N 59] : articles
  - dans L'Exposition de Gand 1913[N 60], numéro spécial illustré du Soir : articles, dont Comment on fait une exposition[N 61]
- L'Art moderne (1889 et 1911) : poème en prose intitulé L'Artiste par la revue et article sur le peintre hollandais Gérard Terborch[N 62]
- La Plume (années 1890) : articles, proses
- Le Mercure de France (années 1890) : articles, proses
- La Revue blanche, période française (années 1890) : articles
- La Revue de Belgique (nl) (1890 et 1913) : en 1890 son premier petit roman, La Fanchon[N 6], écrit au Conservatoire ; en 1913 article  L'élément national à l'Exposition
- La Revue libre[N 63] (1891) : poèmes en prose
- Le Réveil[N 64] (1892-1893) : collaborateur d'août 1892 à avril 1893 ; prose Aux féminités errantes
- L'Ermitage (1892-1896) : collaborateur ; critiques d'expositions artistiques
- Le Mouvement littéraire[N 12] (1892-1894) : cofondateur ; nombreux articles, études, critiques, poèmes en prose…
- Le Mouvement intellectuel[N 13] (1894) : continuation du Mouvement littéraire
- La Revue rouge[N 65] (1893) : collaborateur
- Samtiden (en) (1896-1897) : articles Le mouvement littéraire en Belgique[N 66] et Étude sur Constantin Meunier[N 67]
- Le Petit Bleu du Matin[N 68] (1897) : articles
- La Gerbe (1899) : comité de rédaction ; articles sur les sculpteurs Constantin Meunier et Auguste Rodin[N 69]
- La Revue mauve[N 70] (1899) : prose Son Profil de Lumière, essai La Planète Mars, essai de télescopie idéale, et chronique d'exposition
- La Lumière[N 71] (1899-1900)
- Le Musagète[N 72] (1902) : collaborateur
- Le Jeune Effort[N 73] (1903-1905) : collaborateur
- Le Samedi[N 74] (1904)
- Le Thyrse (1904-1905) : chroniques Vie de Paria et L'Art ancien bruxellois[N 75]
- La Vie intellectuelle[N 76] (1910-1913) : articles
- La Belgique artistique et littéraire[N 36] (1911-14) : Chronique des Salons (et des Ateliers) mensuelle ; celle de juillet 1912 est consacrée à un essai Les Peintres Futuristes italiens, réimprimé la même année en plein format[N 39]
- Le Masque[N 77] (1912) : collaborateur (direction des bureaux de la Critique Financière)
- La Chasse moderne[N 35] (1912 à 1914) : récits de chasse, articles et reportage
- La Chronique[N 37] (1912 ? - 1914) : reportage et feuilleton hebdomadaire Nouveautés scientifiques et industrielles, comptes rendus sur l'Exposition internationale de Gand 1913, et rapport descriptif sur les travaux d'irrigation sous l'Équateur
- La Belgique[N 38] (1915-1918) : Chronique bruxelloise hebdomadaire, articulets dans la rubrique Petite Gazette, et (sous le pseudonyme de Cosmos) des articles dont l'objet est une actualité
- Zoo-Monde [N 56] (1938) : fondateur-directeur et seul rédacteur des 8 numéros.

### Peintures et dessins
- Nombreux dessins et aquarelles réalisés d'après nature, dans les musées, zoos et aquariums. Quelques exemples :
  - Araignée (épeire anguleuse probablement) : aquarelle réalisée en 1926 dans le midi de la France[N 54]
  - Gorille femelle : Moina était la femelle du couple de gorilles en provenance du Congo que la Gorilla House (en) de Londres avait été chargée d'héberger vers 1933. Dans le n°1 de son journal Zoo-Monde[N 56], Ray Nyst dit : « Elle n'habitait pas encore Gorilla House ; et ce n'est pas sans difficulté que j'ai pu étudier alors ses traits et essayer, aujourd'hui, d'en reproduire l'expression. »
- Nombreuses planches d'insectes dans la revue Genera Insectorum[N 55] (1935-1939)

Aquarelle et dessin
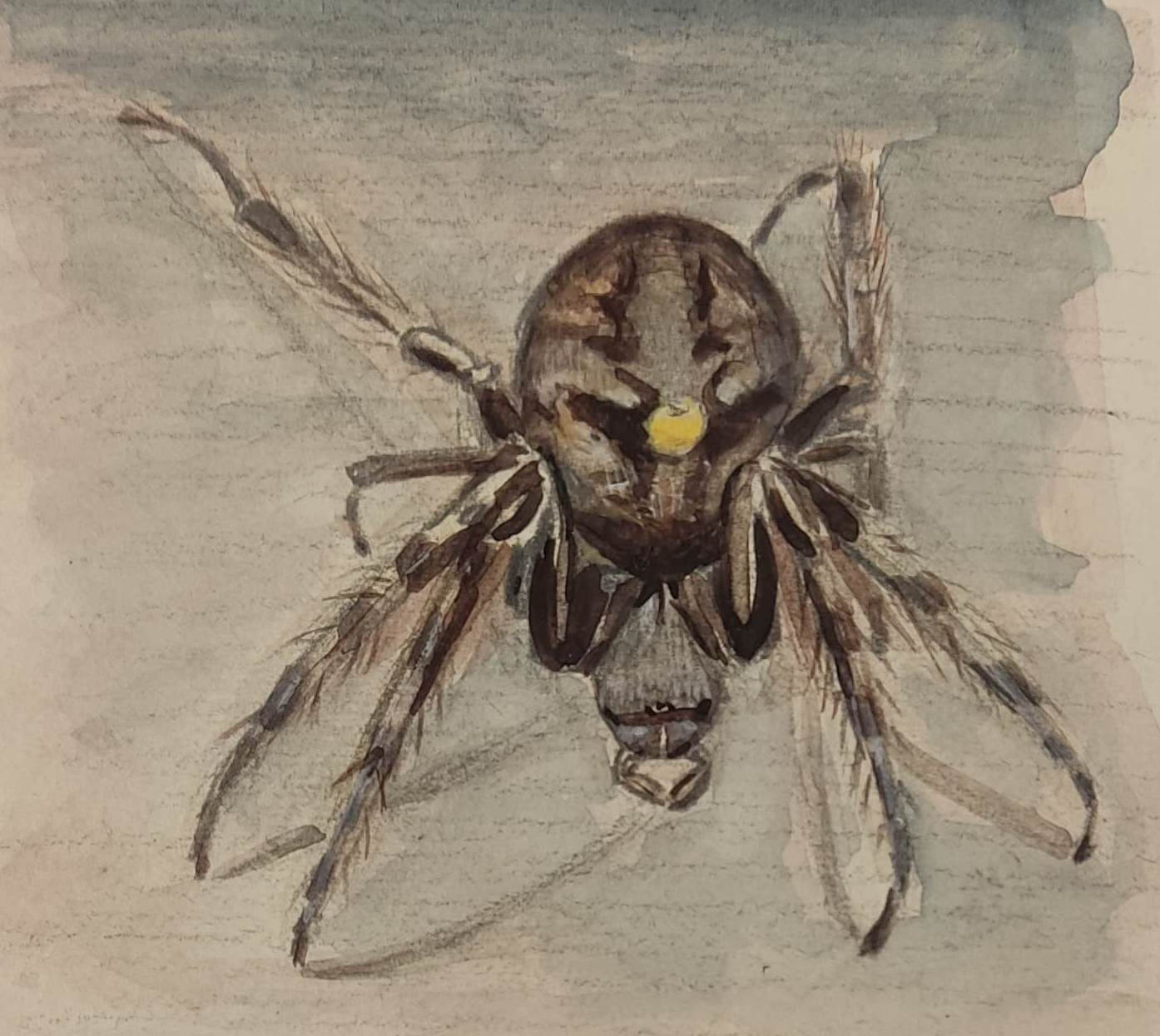
Épeire
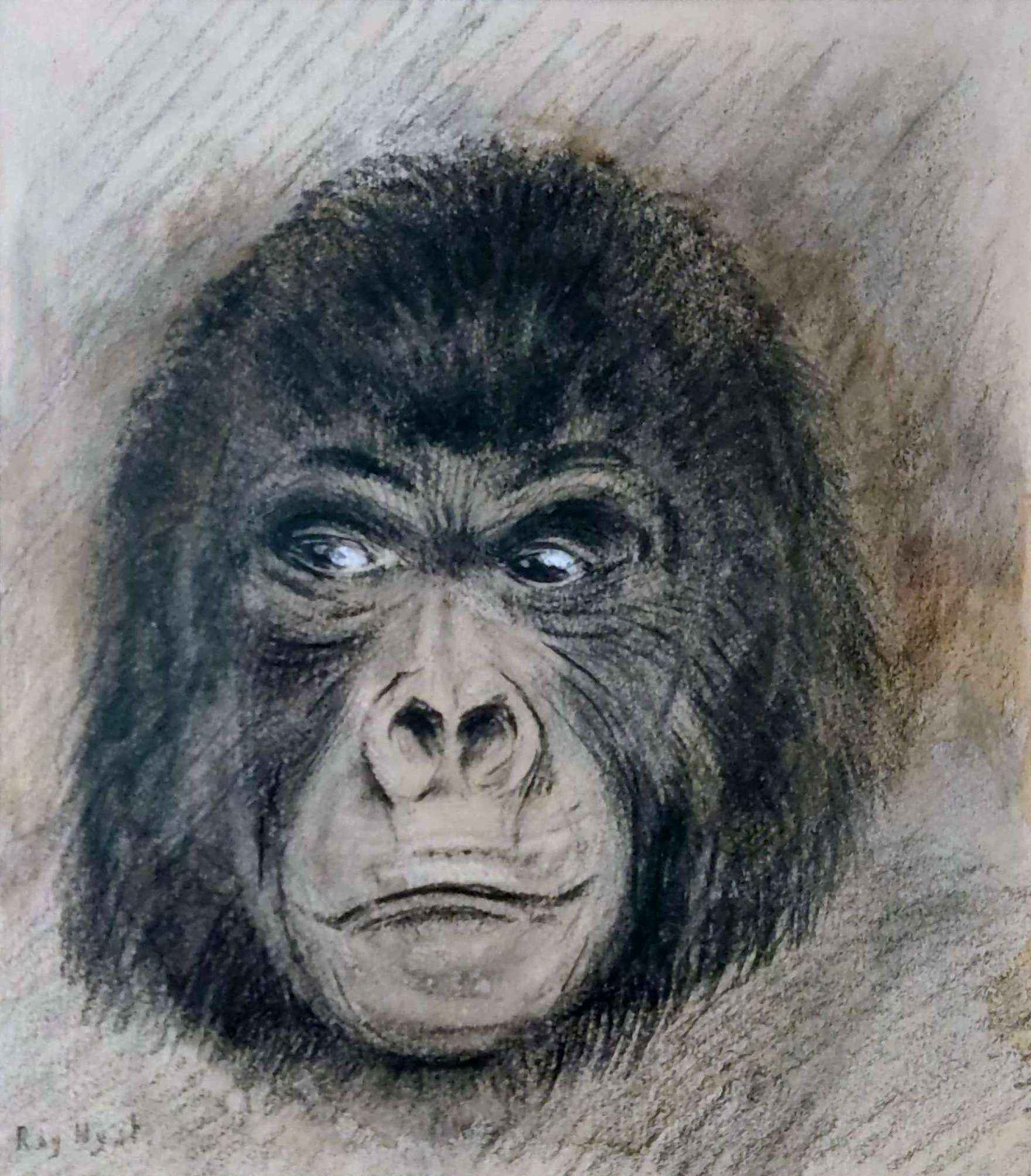
Gorille Moina

### Documents manuscrits divers
Une série de notes, projets, réflexions, journaux, récits… manuscrits sont conservés aux AML dans divers dossiers. Par exemple :
- Animalités (après 1896)[N 33], récit manuscrit non publié
- Malheureuse expérience d'amitié avec un ours sauvage (après 1896)[N 34], récit manuscrit non publié
- Ma maîtresse, la rose (1919)[N 49], conte manuscrit
- Mémoires (1935-1937), manuscrit autobiographique non publié